# جائزة بياليك
جائزة بياليك (Bialik Prize) هي جائزة أدبية سنوية تمنحها بلدية تل أبيب في إسرائيل، للإنجازات الهامة في الأدب العبري. 
تحمل الجائزة اسم الشاعر الوطني الإسرائيلي حاييم نحمان بياليك.
هناك جائزتان منفصلتان، إحداهما مخصصة لـ "الأدب" وهي في مجال الخيال، والأخرى لـ "الفكر اليهودي". تأسست الجائزة في يناير 1933، بمناسبة عيد ميلاد بياليك الستين.